# ادری گومز
ادری گومز (انگلیسی: Adri Gómez؛ زادهٔ ۱۷ ژانویهٔ ۱۹۹۴) بازیکن فوتبال اهل اسپانیا است.
از باشگاه‌هایی که در آن بازی کرده‌است می‌توان به باشگاه فوتبال آلباسته بالومپیه اشاره کرد.